# الحظر

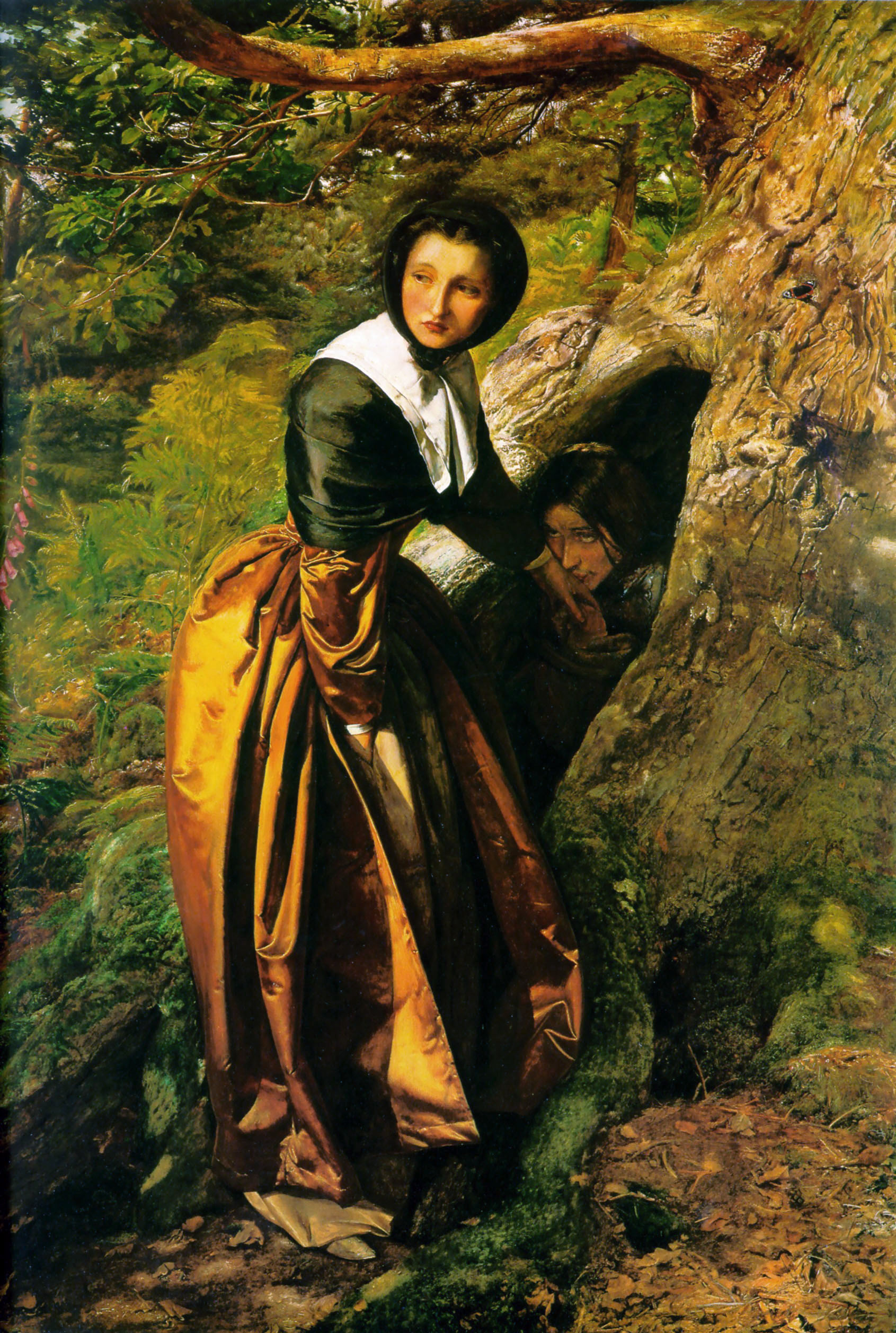
الملكى المحظور 1651، من رسم جون إيفرت ميليه في عام 1853، والتي فيها تختبئ امرأة من البيوريتانين ومهاجرًا ملكيًا فارًا في جوف شجرة

الحظر (باللاتينية: proscriptio)‏، في الاستخدام الحالي، هو "مرسوم الإدانة بالموت أو الإبعاد"، ويمكن استخدامه في سياق سياسي للإشارة إلى القتل أو الإبعاد من الدولة. نشأ هذا المصطلح في روما القديمة، حيث تضمن الهوية العامة والإدانة الرسمية لأعداء الدولة المعلنين وكثيراً ما تضمن مصادرة الممتلكات. تم استخدامه على نطاق واسع منذ ذلك الحين لوصف الإجراءات الحكومية والسياسية المماثلة، بدرجات متفاوتة من الفروق الدقيقة، بما في ذلك القمع الجماعي للأيديولوجيات والقضاء على المنافسين السياسيين أو الأعداء الشخصيين. بالإضافة إلى تكرارها خلال المراحل المختلفة للجمهورية الرومانية.